# Arroyo Manzano (vattendrag i Dominikanska republiken, Santo Domingo)
Arroyo Manzano är ett vattendrag i Dominikanska republiken.   Det ligger i provinsen Santo Domingo, i den sydöstra delen av landet.